# Maisoncelles (Haute-Marne)
Maisoncelles é uma comuna francesa na região administrativa de Grande Leste, no departamento de Haute-Marne. Estende-se por uma área de 4,2 km². Em 2010 a comuna tinha 61 habitantes (densidade: 14,5 hab./km²).